# O Sul
O Sul é um jornal digital editado em Porto Alegre e é controlado pela Rede Pampa de Comunicação.

## História
Fundado em 2 de julho de 2001, inicialmente, era um projeto da Rede Pampa para um jornal popular, que foi abortado com o surgimento do Diário Gaúcho, do Grupo RBS. Então o projeto procurou enfocar as classes mais altas da sociedade, rivalizando com Zero Hora e Correio do Povo.
Seu primeiro editor-chefe foi o jornalista Nélson Ferrão. Diferentemente dos seus concorrentes, O Sul apresentava formato semelhante a uma revista, com valorização de fotos e ponto final nas manchetes. Foi o primeiro jornal do Rio Grande do Sul com todas suas páginas coloridas.  Desde fevereiro de 2010, seu concorrente Diário Gaúcho, do Grupo RBS, também passou a imprimir suas páginas em cores.
Em 8 de abril de 2015, O Sul deixa de circular em versão impressa e passa a ser exclusivamente digital, através do site do jornal. Semanas depois, o jornal passa atuar como portal de noticias, também podendo ser lido no formato Tabloide, no entanto, sem ter a edição do dia impressa.